# Jean Baptiste Duru
Jean Baptiste Duru, o Jean Baptiste Dureux o Jean Baptiste Du Rue o Jean Baptiste Du Rup o Jean Baptiste Du Ru (Parigi, 1672 circa – Nancy, 1709), è stato un pittore e disegnatore francese.

## Biografia
Allievo di Adam Frans van der Meulen, fu attivo a Parigi e a Nancy. Fu probabilmente pittore alla corte del re, come risulta dal registro della parrocchia di Saint Hyppolite a Parigi. È infatti annotato che il 21 novembre 1709 assistette al funerale della madre Elisabeth Choule Jean-Baptiste Du Rus, pittore delle conquiste del re, firmando Duru. Inoltre, risulta dagli atti della stessa parrocchia, che il 13 luglio 1708 fu sepolta la figlia Marianne di Jean-Baptiste Duru, pittore del re alla Manifattura dei Gobelins, e di Marie-Madeleine Molzot.
Quest'artista realizzò principalmente dipinti di soggetto storico o rappresentanti battaglie. Si occupò anche della progettazione di arazzi.